# ابینگتون، لانارکشر جنوبی
longitudeابینگتون، لانارکشر جنوبیlatitudeابینگتون، لانارکشر جنوبی
ابینگتون، لانارکشر جنوبی (به انگلیسی: Abington) یک روستا در اسکاتلند است که در لانارکشر جنوبی واقع شده‌است.

## خصوصیات
ابینگتون  ۲۰۰ نفر جمعیت دارد.